# Verva ActiveJet Pro Cycling Team
Verva ActiveJet Pro Cycling Team (código UCI: VAT) foi uma equipa ciclista profissional polaca dissolvido em 2017.

## Material ciclista
A equipa usava bicicletas Trek.

## Classificações UCI
A equipa participa nos circuitos continentais, principalmente no UCI Europe Tour.

### UCI Europe Tour
| Temporada | Classificação por equipas | Melhor corredor | Posição |
| 2013-2014 | 46º                       | Paweł Franczak  | 108º    |
| 2015      | 31º                       | Paweł Bernas    | 46º     |
| 2016      | 25º                       | Paweł Franczak  | 143º    |

## Palmarés
Para anos anteriores, veja-se Palmarés da ActiveJet Team

### Palmarés 2017

#### Circuitos Continentais UCI
| Datas | Circuito | Carreiras | Ganhador |
|       |          |           |          |

## Plantel
Para anos anteriores, veja-se Elencos da ActiveJet Team

### Elenco de 2016
| Nome                  | Nascimento | Nacionalidade | Equipa de 2015          |
| Stanislaw Aniolkowski | 20/01/1997 | Polónia       | Neoprofissional         |
| Norbert Banaszek      | 18/06/1997 | Polónia       | Neoprofissional         |
| Adrian Banaszek       | 21/10/1993 | Polónia       | Kolss-BDC Team          |
| Paweł Bernas          | 24/04/1990 | Polónia       | ActiveJet Team          |
| Łukasz Bodnar         | 10/05/1982 | Polónia       | ActiveJet Team          |
| Paweł Charucki        | 14/10/1988 | Polónia       | Domin Sport             |
| Paweł Cieślik         | 12/04/1986 | Polónia       | Whirpool Author         |
| Paweł Franczak        | 07/10/1991 | Polónia       | ActiveJet Team          |
| Kamil Gradek          | 17/09/1990 | Polónia       | ActiveJet Team          |
| Karel Hník            | 09/08/1991 | Chéquia       | Cult Energy Pro Cycling |
| Jonas Koch            | 25/06/1993 | Alemanha      | Rad-Net Rose Team       |
| Michal Podlaski       | 13/05/1988 | Polónia       | ActiveJet Team          |
| Jiří Polnický         | 16/12/1989 | Chéquia       | Whirpool Author         |
| Jordi Simón           | 06/09/1990 | Espanha       | Movistar Team Equador   |
| Adam Stachowiak       | 10/07/1989 | Polónia       | Kolss-BDC Team          |
| Daniel Staniszewski   | 05/05/1997 | Polónia       | Neoprofissional         |